# Defensor del Pueblo (Perú)
El Defensor del Pueblo es el máximo cargo de la Defensoría del Pueblo en Perú.
Según el artículo 161 de la Constitución Política del Perú de 1993: «El Defensor del Pueblo es elegido y removido por el Congreso con el voto de los dos tercios de su número legal.
Goza de la misma inmunidad y de las mismas prerrogativas de los congresistas. Los requisitos para ser elegido Defensor del Pueblo se requiere haber cumplido treinta y cinco años de edad y ser abogado. El cargo dura cinco años y no está sujeto a mandato imperativo. Tiene las mismas incompatibilidades que los vocales supremos».

## Funciones
Las funciones del defensor son según el artículo 162 de la Constitución defender los derechos constitucionales y fundamentales de la persona y de la comunidad; y supervisar el cumplimiento de los deberes de la administración estatal y la prestación de los servicios públicos a la ciudadanía. El Defensor del Pueblo presenta informe al Congreso una vez al año, y cada vez que éste lo solicita.
Tiene iniciativa en la formación de las leyes. Puede proponer las medidas que faciliten el mejor cumplimiento de sus funciones.
Además, desde 2019, es el encargado de presidir la comisión para el concurso público de méritos de aquellos que desean conformar la Junta Nacional de Justicia (JNJ), que es el organismo que se encarga de nombrar a los jueces y fiscales en el Perú. El defensor juramenta a quienes aprueben el concurso y lleguen a integrar la JNJ.
El proyecto de presupuesto de la Defensoría del Pueblo es presentado ante el Poder Ejecutivo y sustentado por su titular en esa instancia y en el Congreso.

## Defensor del Pueblo
| Período   | Defensor                     | Notas |
| --------- | ---------------------------- | --- |
| 1996-2000 | Jorge Santistevan de Noriega | El jurista Jorge Santistevan de Noriega fue el primer Defensor del Pueblo en Perú (1996-2000), nombrado durante el gobierno de Alberto Fujimori. |
| 2000-2005 | Walter Albán                 | |
| 2005-2011 | Beatriz Merino               | El 29 de septiembre de 2005, Beatriz Merino fue elegida como Defensora del Pueblo por un período de 5 años. De esta manera, se convirtió en la primera mujer en ocupar el cargo de Defensor del Pueblo.                                                    |
| 2011-2016 | Eduardo Vega                 | Desde el 1 de abril de 2011, el abogado Eduardo Vega, ejerció el cargo del Defensor del Pueblo (e) de conformidad con la Resolución Defensorial N.º 004-2011/DP, publicada en el Diario Oficial El Peruano el 31 de marzo de 2016                          |
| 2016-2021 | Walter Gutiérrez Camacho     | El 6 de septiembre de 2016, Walter Gutiérrez Camacho fue designado (Resolución Legislativa del Congreso 005-2016-2017-CR) como Defensor del Pueblo por un período de 5 años. Prestó juramento ante el Congreso de la República el 7 de septiembre de 2016. |
| 2022*     | Eliana Revollar Añaños       | Defensora del pueblo interina. |
| 2023-2028 | Josué Gutiérrez Cóndor       | Designado por el Congreso de la República para un periodo de 5 años desde 2023. |